# Wings Comics
Wings Comics је био антологијски стрип о ваздухопловству који је издавала кућа Фикшн хаус од 1940. до 1954. године.

## Преглед
Фикшн хаус је започела као издавачи петпарачких часописа, а један од њихових популарнијих наслова је био Wings (који је изашао у 133 броја /у више од 11 томова/, од јануара 1928. до пролећа 1953). Wings Comics, иза кога стоји Ајзнер енд Ајџер студио, преузео је наслов и тему из овог часописа.
Наслов је у почетку циљао љубитеље летења са чланцима о повести летења и акробацијама, попут ходања по крилима. Уласком САД у Други светски рат, Wings Comics је почео да наглашава приче о родољубљу према Америци и одласку у Европу на ратиште, сличне оне теме из којих су настали стрипови као што су Капетан Америка итд. Са завршетком рата, Wings Comics је вратио фокус на историјске приче, хероје ваздухопловства из стварног живота и текстове о моделима летелица.

## Историја објављивања
Wings Comics је почео са 68 страница месечно, на крају се задржавши на 52 странице по броју до броја 106. Kоначно, Фикшн хаус је од септембра 1940. до лета 1954. објавила 124 броја часописа Wings Comics.